# Вишибайли
«Вишибайли» (англ. Dodgeball: A True Underdog Story, «Вибивали: Справжня історія аутсайдера») — американська спортивна кінокомедія 2004 року, знята Роусоном Маршаллом Тербером за власним сценарієм. У головних ролях Вінс Вон, Бен Стіллер, Крістін Тейлор.
Фільм розповідає про групу невдах-аутсайдерів, яка беруть участь у лос-анджелеському турнірі  з гри у вибивали, в надії виграти 50 000 доларів, щоб врятувати свій улюблений місцевий тренажерний зал від захоплення корпоративною мережею фітнес-центрів Globo Gymі..

## Сюжет
Пітер ЛяФлер (Вінс Вон) — невдалий власник спортзалу «Average Joe's», в якому всього кілька членів. Клієнти (Пірат Стів, Джастін, Гордон) і працівники (Двайт і Оуен) вірні спортзалу і його власникові. Пітер дізнається, що Вайт Гудман (Бен Стіллер), власник відомого спортзалу «Globo-Gym», скупив борги «Average Joe's». Гудман публічно заявляє, що колись страждав від ожиріння, але завдяки своєму чудодійному спортзалу став здоровим як ніколи, втративши зайву вагу. Пітер повинен знайти $50 тисяч за 30 днів, щоб запобігти захопленню свого спортзалу Вайтом, який хоче збудувати на його місці додатковий гараж для членів свого закладу. Банк надсилає адвокатку Кетрін (Крістін Тейлор), до якої безрезультатно намагається залицятися Гудман.
Члени «Average Joe's» воліють придумати способи заробити потрібну суму до терміну, включаючи мийку машин. Нічого не виходить, але потім Гордон виявляє у своєму улюбленому журналі рекламу про головний приз у чемпіонаті грі у вибивайли (вишибайли) в Лас-Вегасі — 50 000 доларів. Але хитрому Вайту вдається встановити шпигунську камеру в їхньому спортзалі та дізнатися про задуми Пітера.
Пітер й інші відвідувачі й працівники спортзалу спочатку змагаються із герл-скаутами в регіональному матчі, але їх швидко перемагають через нестачу досвіду. Проте перш ніж суддя назве переможця, в однієї з дівчат виявляється позитивним тест на стероїди, і команду герл-скаутів дискваліфікують.
Після матчу команда святкує «перемогу», але їх перериває Вайт зі своєю власною командою вишибайлів. Пізніше з Пітером зустрічається легендарний гравець у вишибайли Патчес О'Хуліган (Ріп Торн) і пропонує тренувати команду. Використовуючи нестандартні та больові методи, Патчес намагається перетворити цих нехлюїв на справжню команду. Кетрін спостерігає за тренуваннями, а потім показує свої власні таланти у грі, після чого команда намагається переконати її приєднатися до них. Адвокатка відмовляється, тому що працює на Вайта, і це буде конфліктом інтересів. Потім до неї в будинок навідується Вайт і зізнається, що звільнив її, аби можна було зав’язати романтичні стосунки. Кетрін відмовляється — якраз перед тим, як підходить Пітер. Жінка б'є Вайта по носі, і той йде розлючений. Пітер знову намагається переконати Кетрін допомогти їм. На цей раз вона погоджується.
У Лас-Вегасі команда повинна була отримати нову форму, але замовлення надіслане не туди, і вишибайлам доводиться надіти шкіряні костюми садомазохістів. Через Кетрін їм вдається перемогти німецьку команду. Тимчасом команда Вайта «Фіолетові кобри» з легкістю перемагає своїх супротивників. У півфіналі вибили всіх членів команди, крім Гордона, який взагалі погано грає. Але він ступає на «стежку війни», коли бачить, як його дружина заграє з іншим чоловіком і сам вибиває всіх членів іншої команди. У фіналі «Average Joe's» повинні будуть битися з «Globo-Gym».
Але за ніч до матчу Патчеса випадково гине — на нього зі стелі падає величезний знак. Без тренера дух команди підірваний. Вайт приходить у номер Пітера, пропонуючи йому сто тисяч доларів в обмін на спортзал і відмову від матчу. Пітер виходить із готелю і натикається на Пірата Стіва, хапає того за шкірку, говорить, що він «не пірат», спричиняє у Стіва депремію. Тимчасом Оуен переспав із Френ, членкинею «Фіолетові кобри», в яку він закохався з першого погляду.
У день матчу чирлідерка Ембер (Джулі Гонсало), однокласниця Джастіна, просить його допомогти у змаганні груп підтримки, адже один із хлопців травмований. Джастін вибуває з команди і, до того, ніхто не може знайти ані Стіва, ані Пітера. Чемпіонат вимагає певної кількості гравців, тож всі бояться, що команді зарахують поразку. Пітер провів ніч у барі, відчуваючи себе кепсько. Раптово поруч із ним з'являється Ленс Армстронг, чемпіон з велогонок, і мотивує Пітера повернутися до гри. Пітер повертається саме вчасно.
Проте керівник чемпіонату (Вільям Шетнер) уже оголосив поразку «Average Joe's», отже рішення залишається за трьома суддями. Перші два голосують по-різному. Третій суддя, Чак Норріс, голосує «так», дозволяючи команді змагатися. Під час фінального матчу всіх гравців, окрім Джастіна, вибивають, але йому вдається зловити м'яч і повернути Кетрін у гру. Дівчина тут же ловить м'яч, повертаючи у гру Пітера. Але самого Джастіна, який вирішив на ігровому майданчику освідчитися в коханні Ембер, вибиває Вайт. Пітер спотикається, стаючи основною метою «Кобри», але Кетрін стрибає перед м'ячем. Поки вона сідає на лаву, Вайт навмисне кидає м'яч їй в обличчя, отримуючи попередження і — у видаленій сцені — 10 секунд у «трикутнику сорому». Потім Пітеру вдається вибити одного із членів команди противника, але сам він отримує м'яч від Вайта. На щастя, кидаючи м'яч, Вайт переступає середню лінію, що призводить до «грі на вибування» між Пітером і Вайтом. Перед кидком, Пітер зав'язує собі очі банданою, отриманої раніше від Патчеса. Відчуваючи дух Патчеса, Пітер передбачає політ м'яча й ухиляється у стилі Нео із «Матриці». Натомість м'яч Пітера, кинутий наосліп, потрапляє точно в обличчя Вайта, роблячи «Average Joe's» переможцем чемпіонату.
Після початкової радості команди Вайт розкриває, що напередодні Пітер дійсно продав йому свій спортзал, отже в будь-якому випадку він виграв. Пітер у відповідь заявляє, що поставив гроші, отримані від Вайта, на перемогу своєї команди (50 до 1), тобто у нього тепер п’ять млн долларів — достатньо, аби викупити спортзал. Вайт протестує, заявляючи, що не продасть спортзал назад. Пітер говорить, що він просто вкладе гроші в контрольну частку акцій «Globo-Gym», тобто скуповуючи все, що належить Вайту, включаючи свій старий спортзал. Через те, що «Globo-Gym» — публічна компанія, Вайт нічого не може з цим вдіяти, і Пітер його звільняє. З'являється Стів, який змінив зачіску на нормальну і одягнувся в нормальний одяг. Пітер знову переконує його, що він все ж — «Пірат», показуючи йому «скриню зі скарбами». Зрештою, «Average Joe's» стає популярним спортзалом, а Вайт показаний перед телевізором, де він сидить, знову товстий, та лається на Пітера і Чака Норріса, вважаючи себе переможцем.

## У ролях
- Вінс Вон — Піт / Пітер ЛаФлер
- Крістін Тейлор — Кейт / Кетрін Вітч
- Бен Стіллер — Вайт Гудмен
- Ріп Торн — Патч О'Хуліган
- Генк Азарія — Патч у молодості
- Джастін Лонг — Джастін Редман
- Стівен Рут — Гордон Пібб
- Алан Тудик — Пірат Стів Коуен
- Джоел Девід Мур — Оуен Діттман
- Крістофер Джеймс Вільямс — Двайт Баумгартен
- Міссі Пайл — Френ Сталіновськовічдавіддівічські
- Джамал Дафф — Мі'Шель Джонс
- Ґері Коул — Коттон Мак-Найт
- Джейсон Бейтман — Пеппер Брукс
- Аль Каплон — арбітр
- Вільям Шетнер — керівник чемпіонату
- Джулі Гонсало — Ембер
- Тревер О'Брайен — Дерек
- Расті Джойнер — Лезо
- Кевін Портер — Лазер
- Брендон Молале — Блейзер
- Кертіс Армстронг — містер Ральф
- Скарлет Хорват — Джойс
- Лорі Бет Денберг — Марті Джонстон
- Кейден Бойд — Тіммі
- Петтон Освальт — працівник відеокрамниці

### Камео
- Ленс Армстронг
- Чак Норріс
- Роусон Маршалл Тербер — гомофоб у Лас-Вегасі
- Девід Гассельгофф — тренер німецької збірної

## Виробництво
Коли фільм був показаний тестовим глядачам, оригінальна кінцівка мала програш Середнього Джо Глобо Гіму у фінальному матчі. Після того, як кінцівка була негативно сприйнята тестовою аудиторією, був доданий матч раптової смерті та перемога Середнього Джо в турнірі з вишибал, а також повернення Білого до ожиріння.